# اسپیس‌دو
اسپیس‌دِو (انگلیسی: SpaceDev) بخشی از «سیستم‌های تجاری فضایی» سیرا نوادا کورپوریشن است و برای کار بر روی پرواز فضایی و ماهواره کوچک شناخته شده‌است. اسپیس‌دِو اجزای موتورهای هایبریدی راکت‌های تیر وان پل آلن را برای پرواز زیر مداری اسپیس شیپ یک که توسط سکیلد کامپوزیتس انجام شده را طراحی و ساخته‌است. اسپیس‌دِو همچنین مینی و نانو ماهواره‌ها، یک وسیله نقلیه پرتابه‌ای کوچک قابل استفاده مجدد، اسپیس‌دِو استریکر، و یک سفینه فضایی زیر مداری و دور مداری به نام دریم چیسر را با همکاری ناسا، طراحی و توسعه داده‌است.
اسپیس‌دِو در سال ۱۹۹۷ در نزدیکی سن دیگو در پووی، کالیفرنیا تأسیس شد. هدف آن ایجاد عادی سازی پروازهای فضایی تجاری و گشودن فضا به روی تمام بشریت است.